# ETR 240
Az ETR 240 (olaszul: ElettroTreno Rapido 240, azaz 240-es sorozatú gyorsvonat) egy olasz villamos motorvonat, amelyet az 1980-as években gyártottak.
Az 1930-as években az olasz államvasutak, a Ferrovie dello Stato villamosította a Milánó-Bologna-Firenze-Róma-Nápoly fővonalat, és olyan gyorsvonatra volt szükségük, amelyet ezen és más, újonnan villamosított vonalakon használhattak. Az első ETR 200-ast a Società Italiana Ernesto Breda (ma AnsaldoBreda) építette 1936-ban, három kocsival, négy forgóvázon, amelyek közül kettő egyetlen T 62-R-100-as motorral, míg a többi két hasonló motorral volt felszerelve. Az ETR 200 1937-ben állt forgalomba. Az 1960-as évek elején a megmaradt tizenhat ETR 200-as egységet egy negyedik kocsi hozzáadásával és egyéb változtatásokkal ETR 220-as kocsivá alakították át.
Az ETR 240-esek az 1980-as évek végén álltak szolgálatba, és egészen az 1990-es évek végéig maradtak forgalomban, és a Civitavecchia-Róma vonalon felfelé és a Civitavecchia-Róma vonalon használták őket chartervonatokra.